# Су-9
Су-9 (по кодифікації НАТО: Fishpot) — радянський одномоторний всепогодний винищувач-перехоплювач. Один з перших радянських літаків з трикутним крилом та перший у світі винищувач-перехоплювач, створений як складова частина єдиного комплексу перехоплення.

## Історія створення і виробництво
Су-9 з'явився в результаті досліджень, проведених ЦАГІ під час війни в Кореї. Ці дослідження визначили кілька оптимальних аеродинамічних схем для реактивних винищувачів. Прототип, що позначався 'Т-3', здійснив свій перший політ в 1956 році. Су-9 розроблявся одночасно з Су-7, і обидва літаки вперше показали на повітряному параді в Тушино 24 червня 1956 року. Су-9 був прийнятий на озброєння в 1960 році.
До кінця 1959 року більше 150 машин було передано в стройові полки, зокрема, розташовані в Красноводську (Туркменістан), Озерному та Стрию (Україна), Барановичах (Білорусь), Кілп-Явр (Мурманськ), Карші (Узбекистан). Літаки переганялися до місць базування своїм ходом.
До середини 1960-х літаками Су-9 були озброєні близько 30 авіаполків. Зокрема, в московському окрузі ППО: 28-й ВАП (Кричев), 415-й ВАП (Туношна), ВАП під Ржевом; в українській 8-й армії ППО: 90-й ВАП (Арциз), 179-й ВАП (Стрий), 894-й ВАП (Озерне), ВАП (Кіровське (Кіровський район)); в білоруській 2-й армії ППО: 61—й ВАП (Барановичі), 201-й ВАП (Мачулищі). 849-й ВАП (Купино (Новосибірська область)).
У середині 1960-х на аеродромі Крайній ланка винищувачів-перехоплювачів Су-9 несла бойове чергування для забезпечення протиповітряної оборони космодрому Байконур.
Всього було вироблено близько 1100 літаків цього типу. Ці літаки не поставлялися за кордон.
До кінця 1960-х, коли на озброєння стали надходити МіГ-25, Су-9 залишався найбільш швидкісним і висотним бойовим літаком в СРСР. Решту Су-9 і більш пізні Су-11 були зняті з озброєння в 70-ті роки, деякі з них були перероблені в дистанційно-керовані літаки. Вони були замінені більш досконалими літаками Су-15 та МіГ-23.

## Бойове застосування
У 1960 р. літак Су-9 був задіяний у боротьбі з висотними розвідувальними літаками Lockheed U-2, що здійснювали польоти над територією СРСР. 1 травня 1960 на висоті 20 000 м льотчик І. Ментюков на винищувачі Су-9 намагався таранити літак U-2, пілотований Пауерсом і збитий пізніше з допомогою ЗРК С-75. Су-9 переганяли з заводу і з цієї причини він не мав на борту озброєння і льотчик був без гермокостюма. Однак через помилки оператора наведення і відмови бортового радара таран не відбувся. Була тільки одна спроба унаслідок браку палива — на таку висоту можна піднятися тільки на повному форсажі.
В кінці 60-х років з аеродрому Кюрдамір (Бакинський округ ППО) підняли пару літаків на перехоплення двох іранських винищувачів, які порушили повітряний простір СРСР. Ведучий після наведення із землі зробив пуск РС-2УС, однак бортова РЛС сприйняла дві цілі, що летіли близько одна від одної, як одну, і ракета пройшла між літаками, не вразивши жоден з них.
Можливо, Су-9 брали участі в інших епізодах перехоплення (або навіть збивали) літаки-розвідники, однак точних даних щодо цього немає. Літаки цього типу активно використовувалися для перехоплення автоматичних дрейфуючих аеростатів.

## Рекорди
- У 1959 р. В. С. Ільюшиним на модифікованому Су-9 (Т-431) встановлено світовий рекорд висоти — 28857 м;
- В 1962 р. — абсолютний світовий рекорд висоти усталеного горизонтального польоту — 21 270 м;
- В 1960 р. Б. М. Адріановим на Т-405 (Су-9) — абсолютний світовий рекорд швидкості на 100-км замкнутому маршруті — 2092 км/год;
- В 1962 р. А. А. Кознова — світовий рекорд швидкості на 500-км замкнутому маршруті — 2337 км/г.

## Конструкція
Фюзеляж і хвостове оперення Су-9 схожі по конструкції з використаними на Су-7, але, на відміну від нього, Су-9 мав замість стріловидної, трикутне крило з кутом 53 °. На ньому, як і на Су-7, були присутні повітряні гальма, розташовані в задній частині фюзеляжу, двигун АЛ-7Ф, і носовий повітрозабірник.
Су-9 побудований на основі більш ранньої розробки — дослідного винищувача перехоплювача з трикутним крилом Т-3, з яким він практично ідентичний. Перший політ Т-3 відбувся 26 травня 1956 року, пілот ОКБ В. М. Михалин. В ДКБ Сухого Су-9 мав позначення Т-43.
Трикутне крило було застосовано на Су-9 по причині його низької лобового опору на надзвукових швидкостях. Більший обсяг крила також дозволив істотно збільшити паливомісткість в порівнянні з Су-7. Су-9 розганявся до швидкості М = 2,1 на висоті, однак запас палива був невеликий і сильно обмежував радіус дії. На відміну від Су-7, який мав великі зусилля на ручці, управління Су-9 було легким і чутливим, проте помилок пілотам він не прощав.
У носовому радіопрозорому регульованому конусі повітрозабірника була встановлена РЛС ЦД-30. На двох фюзеляжних пілонах розташовувалися підвісні паливні баки. Літак входив до складу комплексу засобів перехоплення Т3-51, що включає також систему управління зброєю, УР і наземну систему цілевказівки і наведення «Повітря» з радіокомандной лінією автоматизованого наведення «Лазур» . Су-9 оснащувався катапультним кріслом КС-2 (КС-2А).

## Озброєння
Озброєння складалося з чотирьох керованих ракет класу «повітря-повітря» РС-2УС, що наводяться по радіопроменю, або з двох РС-2УС і К-55 (Р-55) з тепловою головкою самонаведення (варіант РС-2УС). Як і всі ракети, що наводяться по променю, РС-2УС була практично марна в повітряному бою.
На відміну від Су-7 і Су-15, Су-9 не ніс гарматного озброєння. Тим не менш, в кінці 60-х-початку 70-х рр.. на Су-9 випробували гарматні контейнери УПК-23-250. Контейнер підвішувався натомість одного ППБ, при цьому другий бак теж знімався. Програма випробувань, проведена в ГК НДІ ВПС, в якій брали участь льотчики С. А. Лаврентьєв, В. В. Мигунов, В. К. Рябий, включала стрільби по парашутних мішенях, Ла-17 та наземним цілям. І хоча таке озброєння виявилося для літака аж ніяк не зайвим, але через зменшення дальності польоту без ППБ, застосування гарматних контейнерів на Су-9 не отримало розповсюдження.
У 1966—1967 рр.. на двох серійних літаках пройшли заводські і державні випробування бомбардувального озброєння для Су-9. Для експлуатації в строю був рекомендований змішаний варіант: 2х ФАБ-250 + 2х РС-2УС.

## Модифікації
Т-3
1956 р., перший дослідний варіант, повітрозабірник без центрального тіла і з округленими кромками обичайки, двигун АЛ-7Ф.
Т-43
1956-57 рр., Повітрозабірник з центральним тілом і гострими кромками обичайки, двигун АЛ-7Ф-1. Побудовано 6 літаків.
Т-47
1957 р., варіант з РЛС Алмаз в рухомому конусі великого діаметра.
Су-9
Основна серійна модифікація, побудовано близько 1100 штук.
У-43
Дослідний зразок навчально-бойовий спарки. Фюзеляж подовжений на 600 мм, льотчики розташовуються тандемом.
Су-9УДвомісний навчальний варіант, позначений Су-9У ( 'Maiden' по класифікацією НАТО), побудовано 50 літаків. Мав повний комплект озброєння та РЛС з дисплеями в обох кабінах, що дозволяло курсантам практикуватися у всіх аспектах управління літаком, проте друга кабіна змусила ще більш урізати і без того невеликий запас палива, що зробило літак практично незастосовним в бою.
Т-431
Версія Су-9, призначена для встановлення світового рекорду висоти. Побудований в 1962 році.
Су-11Модернізація Су-9.

## Тактико-технічні характеристики
Наведені нижче характеристики відповідають модифікації Су-9:

Схема Су-9.

Джерело даних: «Сухий Перехоплювачі»

### Технічні характеристики
- Екіпаж: 1 пілот
- Довжина: 18,055 м
- Розмах крила: 8,536 м
- Висота: 4,82 м
- Площа крила: 34,0 м ²
- Кут стріловидности по передній крайці: 60 °
- Маса порожнього: 7675 кг
- Маса спорядженого: 8342 кг
- Нормальна злітна маса: 11 442 кг
- Максимальна злітна маса: 12 512 кг (з ППБ)
- Маса палива у внутрішніх баках: 3100 кг
- Обсяг паливних баків: 3780 л
- Силова установка: 1 × ТРДФ АЛ-7Ф-1
  - Бесфорсажная тяга: 1 × 6800 кгс (66,7 кН)
  - Форсажна тяга: 1 × 9600 кгс (94 кН)

### Льотні характеристики
- Максимальна швидкість: 2230 км / год на 12 000 м
- Практична дальність:
  - без ПТБ: 1 350 км
  - з ПТБ: 1 800 км
- Практична стеля: 20 000 м
- Швидкопідйомність: 200 м/с
- Навантаження на крило: 336,5 кг/м ²
- Тягооснащеність: 0,60/0,84
- Довжина розбігу: 1 200 м
- Довжина пробігу: 1 250 — 1 250 м (без гальмівного парашута)

### Озброєння
- Точки підвіски: 6
- Керовані ракети: ракети «повітря-повітря»:
  - 2-4 × РС-2УС
  - 2 × К-55 (Р-55)